# 1520 en philosophie
Chronologie de la philosophie
- 1516
- 1517
- 1518
- 1519
- 1520
- 1521
- 1522
- 1523
- 1524

L’année 1520 a été marquée, en philosophie, par les événements suivants :

## Publications
- Thomas More :  Epigrammata[1], Bâle, 1520.

## Naissances
- Pierre de La Place, né vers 1520 à Angoulême et assassiné le 25 août 1572 à Paris, est un magistrat, jurisconsulte, philosophe, historien et écrivain protestant français, victime du massacre de la Saint-Barthélemy.